# Retinopatia ipertensiva
La  retinopatia ipertensiva  è un danno alla retina che viene causato dall'ipertensione. Quando è grave può provocare una visione annebbiata e distorta: altera il corretto funzionamento retinico.

## Clinica
Fra i sintomi e i segni clinici ritroviamo emorragie, edema ed essudati, inoltre si riscontra cefalea.

## Diagnostica
Per osservare la presenza di retinopatia ipertensiva inizialmente è possibile fare un esame obiettivo del fondo dell'occhio. Per studiarla meglio viene utilizzata l'angiografia con fluoresceina che permette di diagnosticare la patologia.